# جملة نسبية

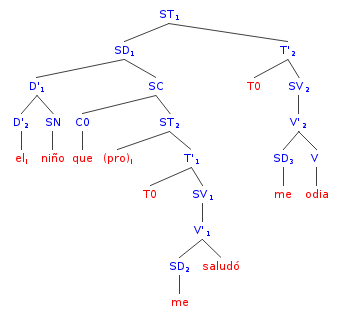

صلة الموصول أو الجملة الموصولة[بحاجة لمصدر] (بالإنجليزية: Relative clause)‏ هي عبارة ثانوية تحتوي على العنصر الذي يتم توفير تفسيره من خلال تعبير تعتمد عليه الجملة الثانوية بشكل نحوي. يُطلق على التعبير الذي تعتمد عليه الجملة الثانوية من الناحية النحوية السالفة، وهناك علاقة غير مفهومة بين العنصر النسبي في صلة الموصول والسابقة التي تعتمد عليها.
عادةً ما تعدل صلة الموصول اسمًا أو عبارة اسمية وتستخدم بعض الأجهزة النحوية للإشارة إلى أن إحدى الوسيطات داخل صلة الموصول لها نفس المرجع مثل هذا الاسم أو العبارة الاسمية. على سبيل المثال، في الجملة التي قابلتُ فيها رجلًا لم يكن موجودًا، فإن الجملة الثانوية التي لم تكن هناك عبارة نسبية، لأنها تعدل الاسم رجل، وتستخدم الضمير الذي يشير إلى أن «الرجل» يشار إليها في الجملة الثانوية (في هذه الحالة، كموضوع لها).
في العديد من اللغات الأوروبية، يتم تقديم صلات الموصول بواسطة فئة خاصة من الضمائر تسمى الضمائر النسبية، مثل «من» في المثال المذكور للتو. في اللغات الأخرى، يمكن تمييز صلات الموصول بطرق مختلفة: قد يتم تقديمها بواسطة فئة خاصة من الاقترانات تسمى نسبية. قد يظهر الفعل الرئيسي للجملة النسبية في متغير صرفي خاص؛ أو يمكن الإشارة إلى عبارة مرتبطة بترتيب الكلمات فقط. في بعض اللغات، قد تكون أكثر من واحدة من هذه الآليات ممكنة.

## انواعها

### ملزمة وخالية
الشرط النسبي المرتبط، النوع الذي يتم النظر فيه غالبًا، يؤهل عنصرًا صريحًا (عادةً عبارة اسم أو عبارة اسمية) يظهر في الجملة الرئيسية، ويشير إلى هذا العنصر عن طريق بعض الأجهزة الصريحة أو الضمنية داخل صلة الموصول.
قد تعمل صلة الموصول أيضًا كجمل مضمّن داخل جملة رئيسية (أو ذات مستوى أعلى)، وبالتالي تشكل جملة مصفوفة. يُطلق على الاسم الموجود في الجملة الرئيسية التي تعدلها صلة الموصول اسم الرأس، أو (خاصة عندما يُشار إليه مرة أخرى بواسطة ضمير قريب).
على سبيل المثال، في الجملة الإنجليزية «الرجل الذي رأيته بالأمس عاد إلى المنزل»، فإن صلة الموصول «الذي رأيته بالأمس» تعدل الاسم الرئيسي "man"، والضمير النسبي الذي يشير إلى مرجع ذلك الاسم. الجملة تعادل الجملتين التاليتين: «رأيت رجلاً أمس. عاد الرجل إلى المنزل». لا يلزم أن تؤدي الحجة المشتركة نفس الدور في كلا الجملتين؛ في هذا المثال، تتم الإشارة إلى نفس الرجل بموضوع عبارة المصفوفة، ولكن الهدف المباشر للجملة النسبية.
من ناحية أخرى، لا يحتوي الشرط النسبي الحر على سوابق صريحة خارجية عن نفسه. بدلاً من ذلك، تحل صلة الموصول نفسها محل الوسيطة في عبارة المصفوفة. على سبيل المثال، في الجملة الإنجليزية «أحب ما أراه»، فإن الجملة التي أراها عبارة عن جملة نسبية حرة، لأنها لا تحتوي على سابقة، ولكنها في حد ذاتها تعمل كموضوع للفعل كما هو الحال في الجملة الرئيسية. (التحليل البديل هو أن الفقرة النسبية الحرة لها صفر كسابقتها).

## مقيد وغير مقيد
صلات الموصول المقيدة قد تكون أو لا تكون مقيدة. الشرط النسبي المقيد عبارة عن جملة نسبية تعمل كمعدِّل مقيد. الشرط النسبي غير المقيد عبارة عن جملة نسبية ليست جملة نسبية مقيدة. في حين أن البند النسبي غير المقيد أو غير المحدد يوفر فقط معلومات تكميلية، فإن البند النسبي المقيد أو المحدد يعدل معنى الكلمة الرئيسية الخاصة به (يقيد مرجعه المحتمل). فمثلا:
الرجل، الذي يعيش في هذا المنزل لم يُر منذ أيام. هذا (الذي يعيش في هذا المنزل) عبارة عن بند نسبي مقيد، يعدل معنى الإنسان، وهو ضروري للجملة (إذا تم حذف الجملة، فلن يكون معروفًا بعد الآن أي رجل تتم الإشارة إليه). إذا تم حذف الجزء الغامق، فإن الجزء المتبقي لا يوفر المعنى.
العمدة، الذي يعيش في هذا المنزل، لم يُر منذ أيام. هذا شرط نسبي غير مقيد، لأنه يوفر معلومات تكميلية عن رئيس البلدية، ولكنه ليس ضروريًا للجملة - إذا تم حذف البند، فسيظل معروفاً أي رئيس البلدية المقصود. إذا تم حذف الجزء الغامق، فإن الجزء المتبقي يوفر المعنى.
عند التحدث، من الطبيعي التوقف قليلاً حول الجمل غير المقيدة، وفي اللغة الإنجليزية، يظهر هذا في الكتابة بالفاصلات (كما في الأمثلة). لكن العديد من اللغات لا تميز بين نوعي صلة الموصول بهذه الطريقة. هناك اختلاف آخر في اللغة الإنجليزية وهو أنه يمكن تقديم صلات الموصول المقيدة فقط مع ذلك أو استخدام الضمير النسبي «صفر» (انظر صلات الموصول الإنجليزية للحصول على التفاصيل).
في الخطاب العامي، قد تحتوي صلة الموصول غير المقيدة على جملة كاملة باعتبارها سابقة لها بدلاً من عبارة اسمية محددة؛ فمثلا:
سمح للقطة بالنوم على السرير مما أزعج الكلب.
هنا، يشير سياق الجملة (المفترض) إلى ما يشير ليس إلى السرير أو القط ولكن إلى الاقتراح بأكمله المعبر عنه في الجملة الرئيسية أي الظروف التي سُمح فيها للقطة بالجلوس على السرير. يتم تثبيط مثل هذه الإنشاءات في الاستخدام الرسمي وفي النصوص المكتوبة للمتحدثين غير الأصليين بسبب احتمالية الغموض في التحليل؛ البناء الأكثر قبولًا في الاستخدام الرسمي سيكون أن وجود القطة [أو السماح له] على السرير أزعج الكلب.

### منتهي وغير محدود
قد تكون صلات الموصول إما جملًا محدودة (كما في الأمثلة أعلاه) أو جملًا غير محدودة. مثال على عبارة نسبية غير محدودة في اللغة الإنجليزية هي عبارة المصدر التي يجب الاعتماد عليها، في الجملة «هي الشخص الذي يجب الاعتماد عليه».

## طرق التكوين
تختلف اللغات من نواحٍ عديدة في كيفية التعبير عن صلات الموصول:
كيف يتم الإشارة إلى دور العبارة الاسمية المشتركة في الجملة المضمنة.
كيف يتم ربط الجملتين معًا.
حيث يتم وضع الجملة المضمنة بالنسبة إلى الاسم الرئيسي (في العملية تشير إلى أي عبارة اسمية في الجملة الرئيسية تم تعديلها).
على سبيل المثال، يمكن وصف الجملة الإنجليزية «الرجل الذي رأيته بالأمس عاد إلى المنزل» على النحو التالي:
يشار إلى دور الاسم المشترك في الجملة المضمنة من خلال الفجوة؛ أي أنه يتم ترك فجوة في موضع الكائن بعد «المنشار»، مما يعني أن العبارة الاسمية المشتركة («الرجل») يجب فهمها لملء تلك الفجوة ولتكون بمثابة هدف فعل «المنشار».
يتم ربط الجمل بالمكمل «أن».
يتم وضع الجملة المضمنة بعد الاسم الرئيسي «الرجل».
تشير الجمل التالية إلى احتمالات مختلفة (بعضها فقط نحوي باللغة الإنجليزية):
«عاد الرجل [الذي رأيته بالأمس] إلى منزله». (مكمل يربط الجملتين باستراتيجية الفجوة التي تشير إلى دور الاسم المشترك في الجملة المضمنة. أحد الاحتمالات في اللغة الإنجليزية. شائع جدًا عبر اللغات.)
«عاد الرجل [الذي رأيته بالأمس] إلى منزله». (إستراتيجية الفجوة، مع عدم وجود كلمة تربط الجمل - تُعرف أيضًا باسم صلة الموصول المختصرة. أحد الاحتمالات في اللغة الإنجليزية. تُستخدم باللغة العربية عندما يكون الاسم الرئيسي غير محدد، كما في «رجل» بدلاً من «الرجل».)
«عاد الرجل [الذي رأيته بالأمس] إلى منزله». (ضمير نسبي يشير إلى دور الاسم المشترك في الجملة المضمنة - في هذه الحالة، المفعول المباشر. يُستخدم في اللغة الإنجليزية الرسمية، كما هو الحال في اللغة اللاتينية أو اللغة الألمانية أو اللغة الروسية.)
«عاد الرجل [الذي رأيته أمس] إلى منزله». (بند نسبي مخفض، في هذه الحالة غير فعال. أحد الاحتمالات باللغة الإنجليزية.)
«عاد الرجل [الذي رأيته أمس] إلى منزله». (مكمل يربط الجملتين بضمير استئناف يشير إلى دور الاسم المشترك في الجملة المضمنة، كما هو الحال في العربية أو العبرية أو الفارسية.)
«عاد الرجل [الذي رأيته أمس] إلى منزله». (على غرار السابق، ولكن مع ظهور الضمير الاستئنافي. يحدث هذا في اليونانية الحديثة وكاحتمال واحد في اللغة العبرية الحديثة؛ الجمع بينه من المكمل والضمير الاستئناف يتصرف مثل الضمير النسبي الوحدوي.)
«عاد رجل [رأيته بالأمس] إلى منزله». (صلة الموصول السابقة مع فجوة واستخدام جسيم ملكية - كما هو مستخدم عادةً في البناء الجيني - لربط صلة الموصول بالاسم الرئيسي. يحدث هذا في العديد من اللغات الصينية التبتية وربما تم تطويره من «جملة نسبية + اسم»> «الجملة الاسمية + الاسم»> «البناء الإضافي».)
«عاد الرجل [الذي رأيته بالأمس] إلى منزله». (صلة الموصول السابقة مع وجود فجوة وبدون كلمة ربط، كما هو الحال في اليابانية أو المنغولية.)
«عاد الرجل [الذي رأيته أمس] إلى منزله». (عبارة نسبية مُسمَّاة، كما في التركية).
«[أي رجل رأيته بالأمس] ، عاد ذلك الرجل إلى المنزل». (بنية مترابطة، كما في الهندية.)
«[رأيت الرجل أمس] عاد إلى المنزل». (بند نسبي غير مختزل برأسه داخليًا، كما هو الحال في التبت أو النافاجو.)

## التسلسل الهرمي لإمكانية الوصول
يمكن أن تكون سابقة صلة الموصول (أي الاسم الذي تم تعديله بواسطتها) من الناحية النظرية موضوع الجملة الرئيسية، أو موضوعها، أو أي حجة فعل أخرى. ومع ذلك، في العديد من اللغات، خاصةً لغات التفرع اليساري الصارمة، ولغات الوسم التابعة ذات صلات الموصول السابقة، [11] توجد قيود كبيرة على الدور الذي قد تلعبه السابقة في صلة الموصول.
أشار إدوارد كينان وبرنارد كومري إلى أن هذه الأدوار يمكن تصنيفها عبر لغوي بالترتيب التالي من الأكثر سهولة إلى الأقل سهولة: [12] [13]
الموضوع> كائن مباشر> كائن غير مباشر> مائل> مضاف> كائن مقارن
اللغات الترجيحية - المطلقة لها تسلسل هرمي مماثل:
مطلق> ارتباطي> كائن غير مباشر> إلخ (كما هو مذكور أعلاه)
يسمى هذا الترتيب التسلسل الهرمي لإمكانية الوصول. إذا تمكنت لغة ما من تحديد نسبية للمواضع الأدنى في التسلسل الهرمي لإمكانية الوصول، فيمكنها دائمًا جعل المواضع أعلى نسبية، ولكن ليس العكس. على سبيل المثال، يمكن للمدغشقر أن تجعل الموضوع نسبيًا فقط و Chukchi فقط الحجج المطلقة، في حين أن لغة الباسك يمكن أن تجعل المطلق، ergatives والأشياء غير المباشرة نسبيًا، ولكن ليس المائل أو الجينات أو أشياء المقارنة. تم اقتراح تسلسلات هرمية مماثلة في ظروف أخرى، على سبيل المثال لردود الفعل الضمنية.
يمكن للغة الإنجليزية أن تجعل جميع المناصب في التسلسل الهرمي نسبية. فيما يلي بعض الأمثلة على استخدام NP والفقرة النسبية من اللغة الإنجليزية:
المنصب مع ضمير قريب صريح مع ضمير قريب محذوف في اللغة الإنجليزية الرسمية الموضوع هذا هو الرجل [الذي هرب]. - هذا هو الرجل [الذي هرب]. الكائن المباشر هذا هو الرجل [الذي رأيته بالأمس]. هذا هو الرجل [رأيته بالأمس]. هذا هو الرجل [الذي رأيته بالأمس]. كائن غير مباشر، هذا هو الرجل [الذي أعطيته الرسالة]. هذا هو الرجل [الذي أعطيته الرسالة]. هذا هو الرجل [الذي أعطيته الرسالة]. Oblique ، هذا هو الرجل [الذي كنت نتحدث عن]. هذا هو الرجل [كنت أتحدث عنه]. هذا هو الرجل [الذي كنت أتحدث عنه]. إنه الرجل [الذي أعرف أخته]. - هذا هو الرجل [أخته التي أعرفها]. الرجل [الذي أنا أطول منه]. هذا هو الرجل [أنا أطول من]. هذا هو الرجل [الذي أنا أطول منه].
بعض الأمثلة الأخرى:
الموضع مثال موضوع الموضوع الفتاة [التي جاءت متأخرة] هي أختي. كائن مباشر أعطيت وردة للفتاة [التي رأتها كيت] كائن غير مباشر يعرف جون الفتاة [كتبت خطابًا إلى]. Oblique وجدت الصخرة [التي ضربها اللصوص جون الرأس مع]. تنادي أخبرتني الفتاة [التي توفي والدها] أنها حزينة. Obj of Comp إن أول شخص [لا يمكنني الجري أسرع من] سيفوز بمليون دولار.
يمكن للغات التي لا يمكن أن تتناسب بشكل مباشر مع العبارات الاسمية المنخفضة في التسلسل الهرمي لإمكانية الوصول أن تستخدم أحيانًا أصواتًا بديلة «لرفع» العبارة الاسمية ذات الصلة بحيث يمكن جعلها نسبية. المثال الأكثر شيوعًا هو استخدام الأصوات التطبيقية لإضفاء الطابع النسبي على المائل، ولكن في لغات مثل Chukchi antipassives تستخدم لرفع الحجج العملية إلى المطلقة.
على سبيل المثال، يمكن للغة التي يمكن أن تجعل الموضوعات فقط نسبيًا يمكنها أن تقول هذا:
- جاءت الفتاة [التي تحبني] لزيارتي.

لكن لا:
- جاءت الفتاة [التي أحبها] لزيارتها.
- جاءت الفتاة [التي أعطيتها وردة] لزيارتها.
- جاءت الفتاة [التي شاهدت الفيلم معها] لزيارتها.
- جاءت الفتاة [التي أعرف والدها] للزيارة.
- جاءت الفتاة [التي أعرف والدها] لزيارتها. (ما يعادل السابق)
- جاءت الفتاة [التي أنا أطول من] لزيارتها.

قد تشكل هذه اللغات جملة مكافئة عن طريق التخميل:
- جاءت الفتاة [التي أحبها] لزيارتي.

"جاءت الفتاة [التي أعطيتني وردة] لزيارتنا.
- جاءت الفتاة [التي شاهدت فيلمًا معي] للزيارة.
- جاءت الفتاة [التي عرفت والدها] للزيارة.
- جاءت الفتاة [التي كانت أطول مني] للزيارة.

تصبح هذه الجمل المنفلتة أكثر تدريجيًا في اللغة الإنجليزية كلما انتقلت إلى أسفل التسلسل الهرمي لإمكانية الوصول؛ الأخيرين، على وجه الخصوص، غير نحوي لدرجة أنه لا يمكن تحليلهما تقريبًا من قبل المتحدثين باللغة الإنجليزية. لكن اللغات ذات القيود الشديدة على الأدوار التي يمكن أن تُنسب إليها هي على وجه التحديد تلك التي يمكن أن تجعل أي موضع خاملًا تقريبًا، وبالتالي فإن الجملتين الأخيرتين ستكونان عاديتين في تلك اللغات.
مثال آخر هو اللغات التي يمكن أن تجعل الموضوعات والأشياء المباشرة نسبية فقط. ومن ثم سيكون ما يلي ممكنًا:
- جاءت الفتاة [التي أحبها] للزيارة.

الأمثلة الأخرى غير النحوية المذكورة أعلاه ستظل غير نحوية. تسمح هذه اللغات غالبًا بنقل كائن مائل إلى فتحة الكائن المباشر باستخدام ما يسمى بالصوت التطبيقي، تمامًا كما يحرك الصوت المنفعل كائنًا مائلًا إلى موضع الموضوع. قد تكون الأمثلة المذكورة أعلاه الواردة بصوت تطبيقي مشابهة لما يلي (ليس بالضرورة في اللغة الإنجليزية النحوية):
- جاءت الفتاة [التي أعطيتها وردة] لزيارتها.
- جاءت الفتاة [التي شاهدت معها فيلمًا] لزيارتها.
- جاءت الفتاة [التي أعرف الأب] لزيارتها.
- جاءت الفتاة [التي كنت طويل القامة] لزيارتها.

قد تستخدم القواعد النحوية الحديثة التسلسل الهرمي لإمكانية الوصول لطلب المنتجات - على سبيل المثال، في قواعد بنية العبارات الموجهة الرأس، يتوافق التسلسل الهرمي مع ترتيب العناصر في القائمة الفرعية، ويتفاعل مع المبادئ الأخرى في تفسيرات الحقائق الملزمة. يظهر التسلسل الهرمي أيضًا في القواعد اللغوية الوظيفية، حيث يُعرف باسم الترتيب النحوي أو التسلسل الهرمي العلائقي.